# Joseph Vrin
Pour les articles homonymes, voir Vrin.
Joseph Vrin, né le 7 avril 1884 à Blet (Cher) et mort le 10 novembre 1957 à Paris 13e, est un libraire et un éditeur français, spécialisé en ouvrages de philosophie. Depuis sa création, sa librairie se situe au 6 place de la Sorbonne, dans le Quartier latin à Paris.

## Biographie
Après des études classiques au petit séminaire de Bourges, Joseph Vrin, fils d'agriculteur, qui a appris à aimer les livres grecs et latins, rejoint Paris pour y faire son apprentissage de libraire (initialement sur la rive droite, à la librairie Blézot, ensuite chez Blanchard, rue de la Sorbonne). Puis, il s'installe place de la Sorbonne en 1911, où il rachète la librairie Thomas, ce qui lui permet de rester au centre du monde universitaire qu'il a eu l'occasion de rencontrer lors de son apprentissage à la librairie Blanchard. À cette époque, il vend des ouvrages neufs et d'occasion. 
Une rencontre avec le philosophe et historien Étienne Gilson, à la recherche d'un exemplaire de sa thèse éditée à Strasbourg et alors épuisée, lui donne la possibilité de se lancer dans l'édition, en réimprimant celle-ci. À cette occasion, Gilson se voit proposer d'assurer la direction littéraire des éditions : une amitié indéfectible naît entre les deux hommes. Sont ainsi créées les collections suivantes, tant de philosophie médiévale (la spécialité de Gilson) que de philosophie générale et d'histoire de la philosophie :
- « Études de philosophie médiévale » ;
- « Archives d'histoire doctrinale et littéraire du Moyen Âge » ;
- « Bibliothèque d'histoire de la philosophie » ;
- « Bibliothèques des textes philosophiques ».

Joseph Vrin acquiert entre autres le fonds Léopold-Cerf, rue de Médicis, et dispose ainsi de l'édition des œuvres complètes de Descartes par Charles Adam et Paul Tannery, révisée à l'initiative des éditions Vrin. Sa maison d'édition gagne rapidement une notoriété internationale au sein de la communauté des philosophes. 

## Décoration
- Chevalier de la Légion d'honneur (1957)

## Postérité
Sa fille Andrée (1913-2006), à la mort de son père en 1957, prend la suite, rejointe par son mari Pierre Paulhac (1910-1995) ; leur fils aîné Gérard (1938-1997), leur fille Anne-Marie Paulhac-Arnaud (née en 1946) et l'un de leurs petits-fils, Denis Arnaud (né en 1971), succèdent ensuite à Andrée et Pierre Paulhac.